# Wolfgang Weiß (Musiker)
Wolfgang Michael Weiß (* 1963 in Frankfurt am Main) ist ein deutscher Pianist, Sänger (Bassbariton), Musikpädagoge und Kirchenmusiker.

## Leben und Wirken
Weiß stammt aus einer musikalisch-künstlerischen Familie. Sein Urgroßvater war der Künstler Emil Rudolf Weiß. An der Hochschule für Musik und Darstellende Kunst Frankfurt am Main studierte er Kirchenmusik (u. a. bei Wolfgang Schäfer, Chorleitung) und Gesang (bei Berthold Possemeyer). Es folgten Meisterkurse und Privatstudien bei Carol Meyer-Bruetting, Elisabeth Schwarzkopf, Jakob Stämpfli, Cornelius Reid, Max van Egmond, Jill Feldmann, Richard Wistreich und Carol Baggott-Forte.
Nach einer Tätigkeit als hauptamtlicher Kirchenmusiker (Domkantor und Organist) am Dom zu Wetzlar zwischen 1988 und 1995 zog es Weiß über seine Arbeit als Stimmbildner immer mehr zum Sologesang. Von 1997 bis 2007 war er Lehrbeauftragter an der Hochschule für Musik und Darstellende Kunst Frankfurt am Main für die Fächer Deutscher Liturgiegesang, Hymnologie und Gesang. Seit 1998 arbeitet Wolfgang Weiß neben seiner Tätigkeit als selbständiger Gesangspädagoge als freiberuflicher Lied- und Oratoriensänger. Sein Gesangsrepertoire reicht von Mittelalterlicher Musik bis zur Musik der Gegenwart.
Von 2006 bis 2009 war Weiß Director of Music der Anglican-Episcopal Church of Christ-the-King in Frankfurt/Main. Von 2015 bis 2023 hatte er diese Position von neuem inne. Daneben unterrichtet er seit 2006 als Musiklehrer in der Freien Waldorfschule Wetterau in Bad Nauheim.
Weiß ist außerdem tätig als Leiter diverser Chöre, Pianist und Komponist. Er vertont Texte und Gedichte und komponiert „Meditative Klaviermusik“. Diese Musik ist auch geprägt durch seinen starken Bezug zum Yoga. 2019 veröffentlichte er die CD „Piano Visions“ und 2021 „Visions of the Heart“.
Weiß ist Mitglied im „Bund Deutscher Gesangspädagogen“ und im „Frankfurter Tonkünstlerbund“.

## Diskographische Hinweise
- Die Wetzlarer Dom-Orgel und ihre Organisten (ERF-Verlag, 1994, mit Joachim Eichhorn, Wolfgang Weiß)
- Winfried Heurich: Allen Wesen, allen Dingen: geistliche Lieder und Balladen (Patrick Winfried Dehm, 2009, mit Christa und Maria Monniger, Wolfgang Weiß, Jürgen Kandziora)